# مقاطعة سابين (تكساس)
مقاطعة سابين (بالإنجليزية: Sabine  County)‏ هي إحدى المقاطعات في ولاية تكساس، الولايات المتحدة الأمريكية.